# Якуб Конецпольський
Якуб Конецпольський (також Якуб з Конєцполя; пол. Jakub (Jakusz) z Koniecpola i Januszowic Koniecpolski пом. 1430) — урядник Корони Польської, польський шляхтич, магнат.

## Життєпис
Правдоподібно, син Пшедбура — куявського старости, родинне гніздо — Конєцполь у повіті Радомско, Сєрадзькому воєводстві.
Замолоду (близько 1386 р.) згаданий у документах без титулу, часто згадується в судових майнових справах з сусідами в Краківській землі. Деколи його заступав у суді уповноважених радник (Ян з Поланиновиць). 1394 року мав посаду сєрадзького старости, сєрадзького воєводи (найраніше — 29 січня) після Пшибека з Іжондзи. Мав суперечку з краківським єпископом РКЦ (складно сказати, чи був це Пйотр Виш), чи це стосувалось десятини, бджіл, меду, вуликів з місцевості Бяла. У суперечці брав участь капелан Я. К. Сьвєнтослав — пребендарій Хшонстова. Вирок — Я. Конецпольський мав заплатити 15 гривень (заплатив 30 квітня 1394), а 19 травня знову Я. Конецпольського оскаржував Пйотр щодо бджіл, присяги капелана. 14 липня 1396 року був серед оточення короля Ядвіги, свідком під час підтвердження нею надання Ягайлом села Сецемин Пйотру Шафранцю — підстолію краківському. Наприкінці століття порозумівся з сусідами, купив 10 травня 1399 Накель, Вітув за 1000 гривень у Кліхни — дружини Імарма з Накля. 10 травня 1399 року був свідком купівлі замку і села Вроцімовичі Яном Тенчиньським. У роках бл. 1400 підписувався також із Янушовиць.
Як один зі свідків був присутнім серед достойників Корони під час відновлення Краківської унії королем Ягайлом 26 липня 1400. 1401 року брав участь у встановленні нових відносин між ВКЛ та КП. (Віленсько-Радомська унія). 10 червня 1403 в Любліні був свідком зобов'язань Вітовта щодо його непорушення перемир'я з хрестоносцями без відома короля. 1 лютого 1411 року поставив свою печатку під договором Ягайла, Вітовта про мир з хрестоносцями в Торуні. Можна вважати, що перебував постійно чи часто в оточенні короля.
15 липня 1410 командував власною коругвою (за Я. Длуґошем — 30-ю). 1413 р. у Городлі був свідком підписання унії, дав дозвіл для надання свого гербу боярину Рало. Свідок у чисельних актах короля у 1419-24. 1425 року охмістр двору королеви Софії. 1428 р. отримав (головно за заслуги дружини Констанції у вихованні дітей короля — Владислава, Казимира) замок та містечко Лелюв. Помер 1430 року.
Мав дітей:
- Ян «Ташка» — канцлер,
- Пшедбур — каштелян сандомирський, був одружений з Ельжбетою зі Штернберка — багатою чешкою.